# $wingin' Utter$/UK Subs split
$wingin' Utter$/UK Subs split è un EP split tra le punk rock band statunitensi $wingin' Utter$ ed UK Subs pubblicato nel 1995.

## Tracce

### 7"
1. Postcard From L.A. (UK Subs)
2. Teenage Genocide ($wingin' Utter$)